# Borgward BX7
Der Borgward BX7 ist ein SUV, das der chinesische Automobilhersteller Beiqi Foton Motor unter der Marke Borgward anbot. Das Fahrzeug basiert auf dem 2015 eingeführten X65 der chinesischen Submarke Beijing Senova. Die Weltpremiere des Fahrzeugs fand im September 2015 auf der Internationalen Automobil-Ausstellung in Frankfurt am Main statt. Der Vertrieb in Deutschland wurde wieder eingestellt, Bestandskunden werden aber noch mit Ersatzteilen versorgt.

## Produktion und Vertrieb
Die Fahrzeuge für den chinesischen Markt werden in einem neuen Werk in Peking produziert. Der Verkauf für die Volksrepublik China startete im April 2016 auf der Beijing Auto Show. Seit Anfang Mai 2018 wird das Fahrzeug als limitierte TS-Edition auch in Deutschland zu Preisen ab 44.200 Euro verkauft. Zunächst ist der BX7 nur als TS erhältlich. Ab Anfang 2018 plante Borgward auch den Bau einer Produktionsstätte in Bremen, in der ab Frühjahr 2019 eine Elektroversion des BX7 gebaut werden sollte. Zwischenzeitlich wurden Pläne für eine Produktion in Bremen infolge eines Gesellschafterwechsels der Firma jedoch aufgegeben. Auch neue Angebote oder Probefahrten für das Modell sind nicht mehr verfügbar.

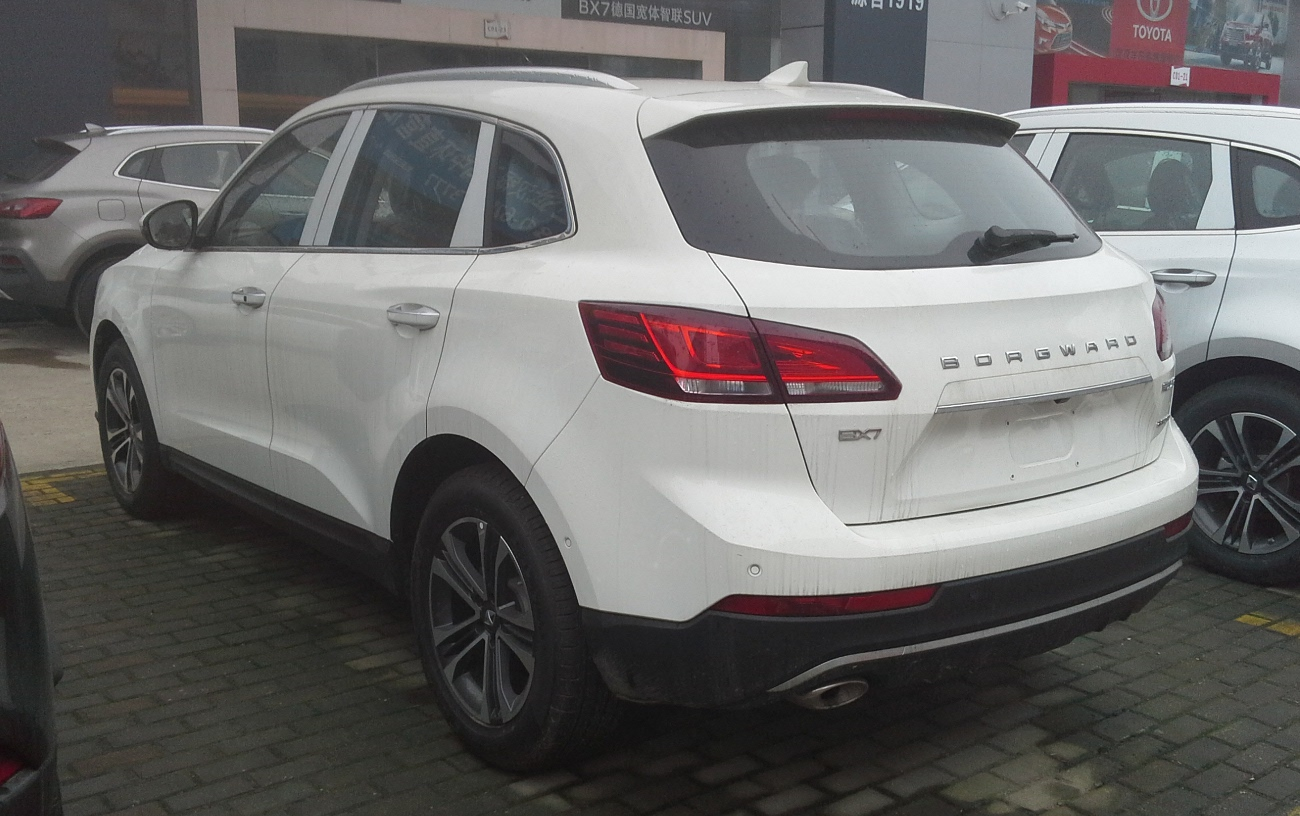
Heckansicht
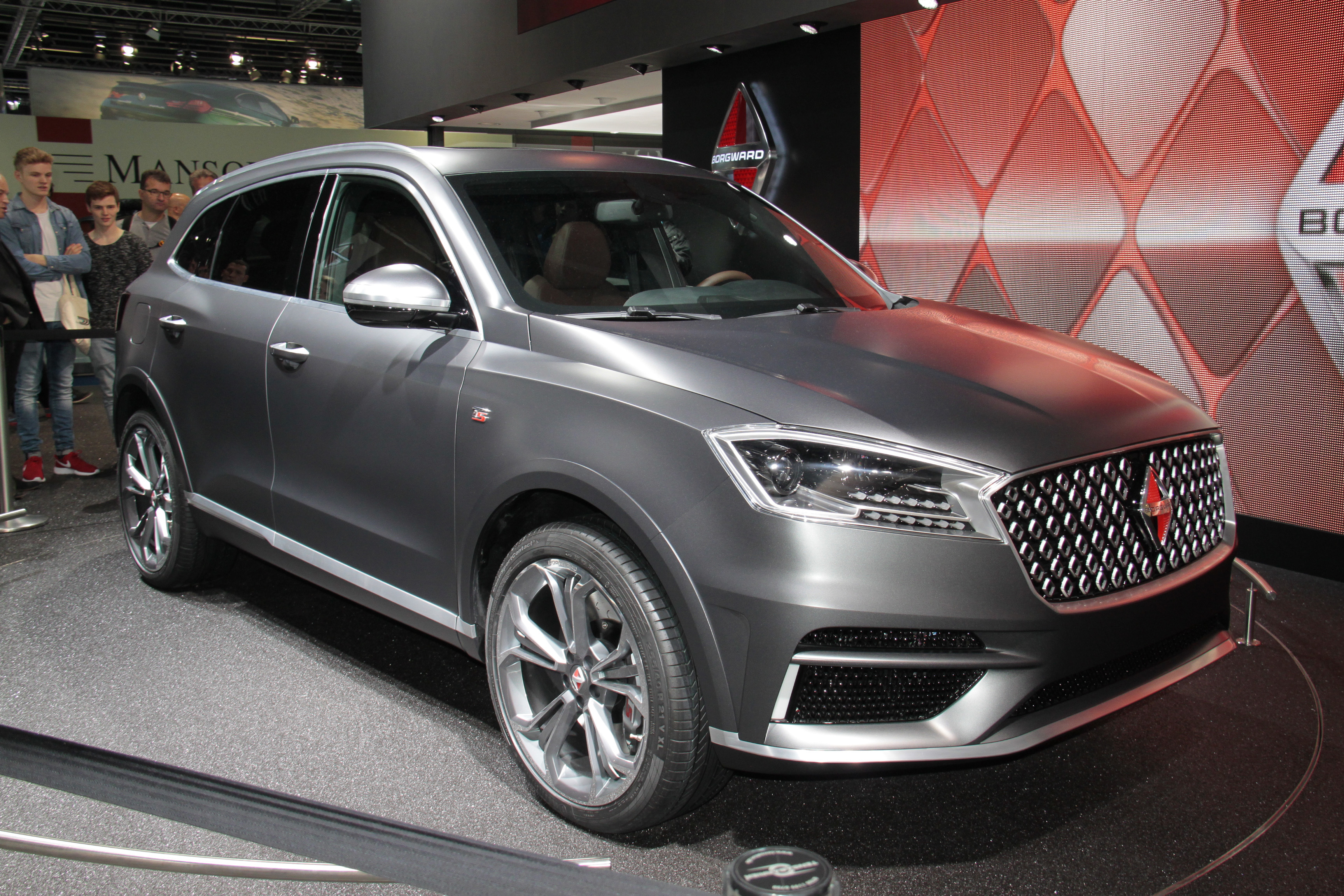
Borgward BX7 TS auf der IAA 2015
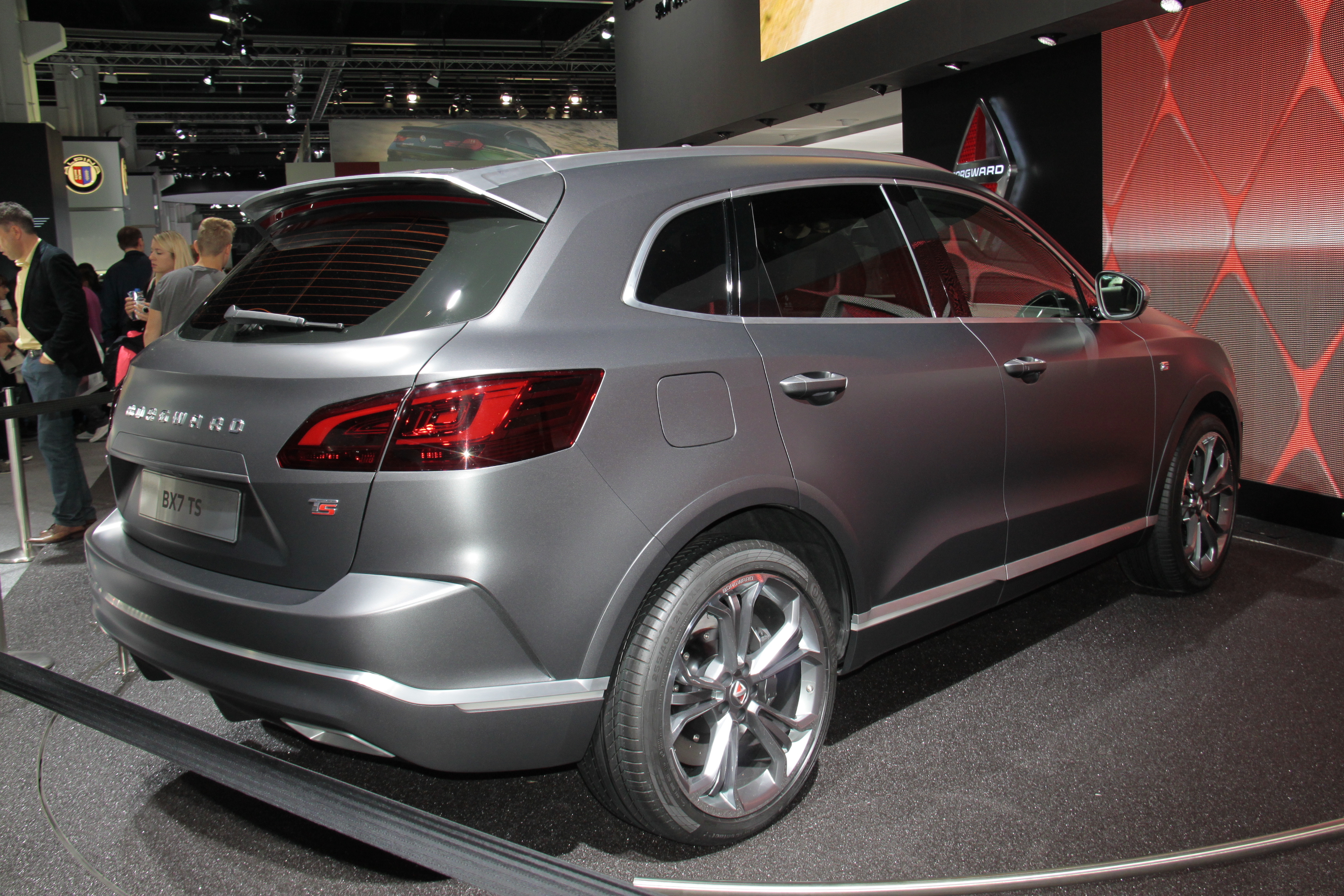
Heckansicht
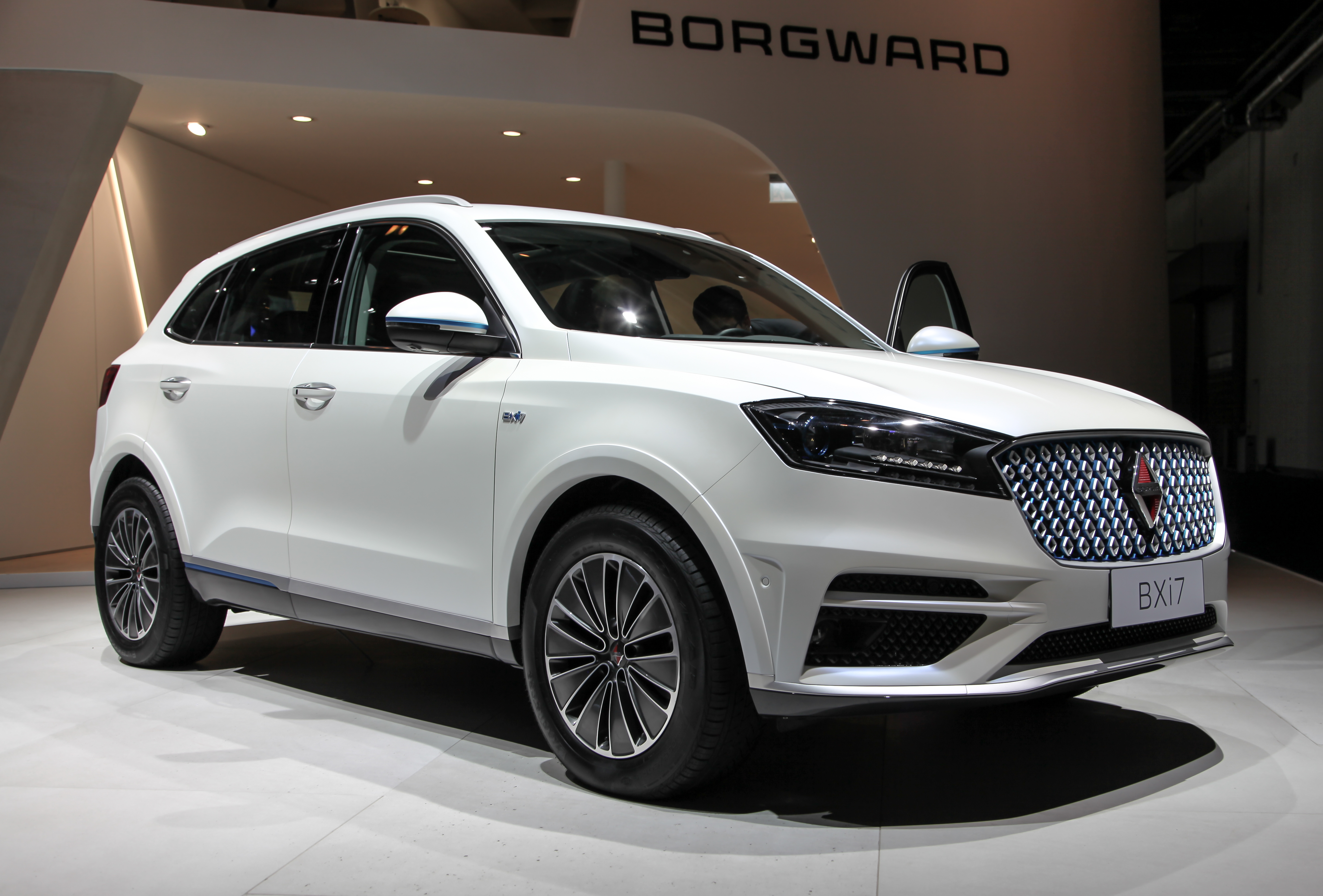
Borgward BXi7 auf der IAA 2017

## Antrieb und Technik
In China wurde der BX7 von einem 165 kW (224 PS) starken, aufgeladenen Zweiliter-Ottomotor angetrieben, der bei Foton entwickelt wurde. Serienmäßig verfügt der BX7 über ein 6-Gang-Schaltgetriebe und Vorderradantrieb. Optional konnte das SUV mit einer dritten Sitzreihe und permanentem Allradantrieb ausgestattet werden. Der zum Marktstart in Europa angebotene BX7 TS wurde ebenfalls von diesem Motor angetrieben.
Mit dem beabsichtigten Produktionsbeginn in Bremen wollte der Hersteller jedoch primär und wie zunächst angedacht elektrisch angetriebene Modelle verkaufen. Hierzu zeigte Borgward auf der Shanghai Motor Show im April 2017 das Konzeptfahrzeug Borgward BXi7. Zwei zusammen 200 kW (272 PS) leistende Synchron-Elektromotoren beschleunigen den BXi7 in 6,5 Sekunden auf 100 km/h und ermöglichen eine Höchstgeschwindigkeit von 200 km/h. Die Reichweite gibt Borgward mit 500 km an. Die Serienversion des BXi7 wurde am 11. Mai 2018 vorgestellt. Der 178 kW (242 PS) starke Elektromotor beschleunigt das SUV in 7,9 Sekunden auf 100 km/h. Die Höchstgeschwindigkeit gibt Borgward mit 195 km/h an, die Reichweite mit bis zu 375 km.

### Technische Daten (Deutschland)
|                                             | BX7 TS 2.0T GDI          |                          |
| Bauzeitraum                                 | 05/2018–08/2018          | 09/2018–08/2019          |
| Motorkenndaten                              |                          |                          |
| Motortyp                                    | R4-Ottomotor             | R4-Ottomotor             |
| Motoraufladung                              | Turbolader               | Turbolader               |
| Hubraum                                     | 1981 cm³                 | 1981 cm³                 |
| max. Leistung bei min−1                     | 165 kW (224 PS) / 5500   | 165 kW (224 PS) / 5500   |
| max. Drehmoment bei min−1                   | 300 Nm / 1500–4500       | 300 Nm / 1500–4500       |
| Kraftübertragung                            |                          |                          |
| Antrieb, serienmäßig                        | Allradantrieb            | Allradantrieb            |
| Getriebe, serienmäßig                       | 6-Gang-Automatikgetriebe | 6-Gang-Automatikgetriebe |
| Messwerte                                   |                          |                          |
| Höchstgeschwindigkeit                       | 208 km/h                 | 208 km/h                 |
| Beschleunigung, 0–100 km/h                  | 9,4 s                    | 9,4 s                    |
| Kraftstoffverbrauch auf 100 km (kombiniert) | 8,9 l Super              | 10,2 l Super             |
| CO2-Emission (kombiniert)                   | 212 g/km                 | 233 g/km                 |
| Tankinhalt                                  | 60 l                     | 60 l                     |
| Abgasnorm                                   | Euro 6b                  | Euro 6d-TEMP             |

## Auszeichnungen
Ausgezeichnet wurde der BX7 im Jahr 2016 mit dem Plus X-Award, dem Red Dot Design Award und dem German Design Award.